# Stazione di Yoshizuka
La stazione di Yoshizuka (吉塚駅?, Yoshizuka-eki) è una stazione ferroviaria di Fukuoka, e si trova nel quartiere di Hakata-ku. È il capolinea ovest della linea Sasaguri e, oltre a questa, serve la linea principale Kagoshima.

## Linee e servizi ferroviari
JR Kyushu
■ Linea Fukuhoku-Yutaka
■ Linea principale Kagoshima
■ Linea Sasaguri

## Struttura
La stazione è costituita da due marciapiedi a isola e uno laterale con cinque binari passanti in viadotto. 
| 1 | ■ Linea principale Kagoshima |  | per Akama, Kokura e Mojikō            |
| 2 | ■ Linea principale Kagoshima |  | binario di servizio                   |
| 3 | ■ Linea principale Kagoshima |  | per Hakata, Futsukaichi, Tosu e Ōmuta |
| 4 | ■ Linea Fukuhoku-Yutaka      |  | per Keisen, Shin-Iizuka e Nōgata      |
| 5 | ■ Linea Fukuhoku-Yutaka      |  | per Hakata                            |

## Stazioni adiacenti
| «                          | Servizio                   | »                          |
| Linea principale Kagoshima | Linea principale Kagoshima | Linea principale Kagoshima |
| -------------------------- | -------------------------- | -------------------------- |
| Hakozaki                   | Locale                     | Hakata                     |
| Chihaya                    | Rapido Semirapido          | Hakata                     |
| Linea Fukuhoku Yutaka      |                            |                            |
| Yusu                       | Locale                     | Hakata                     |
| Chōjabaru                  | Rapido                     | Hakata                     |
| Keisen                     | Espresso Limitato Kaiō     | Hakata                     |